# Killingworth (Connecticut)
Killingworth è un comune di 6.403 abitanti degli Stati Uniti d'America, situato nella Contea di Middlesex nello Stato del Connecticut.